# Martin Schmidt
Martin Schmidt (Naters, 12 de abril de 1967) é um treinador de futebol suíço e actualmente está sem clube.

## Carreira
Martin Schmidt começou sua carreira como treinador no FC Raron, como treinador adjunto, em 2001 e em 2003 foi promovido como treinador principal. Em 2008, foi contratado pelo FC Thun, para treinar o sub-21 do segundo time. E em 2010, foi contratado pelo Mainz 05 para treinar o time II, e em 2015, foi contratado para o time principal é deve permanecer até o fim do contrato, no dia 30 de junho de 2018.